# Villa del Dique
Villa del Dique é um município da província de Córdova, na Argentina.